# Tonhalle-Orchester Zürich

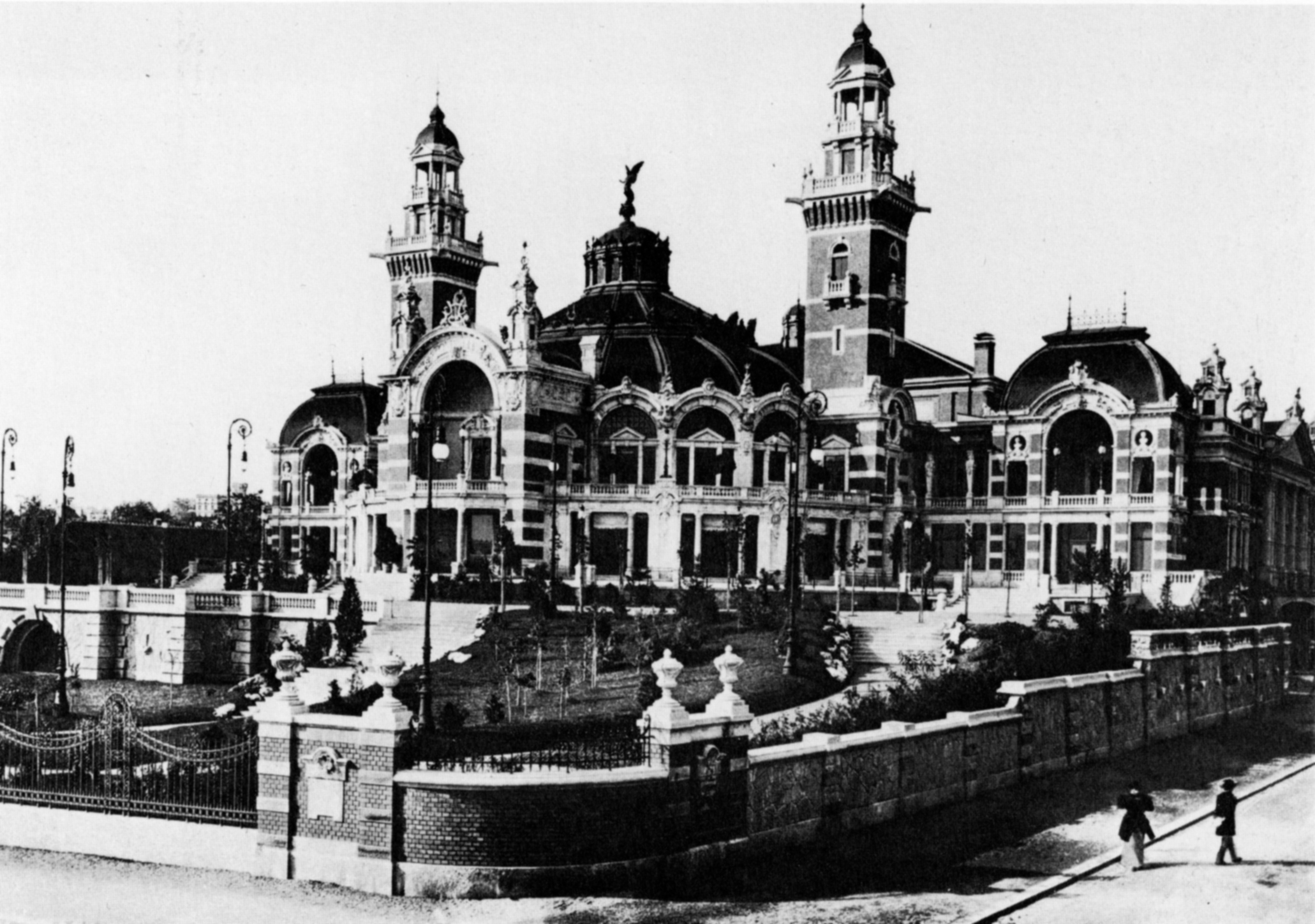
Die «Neue Tonhalle» in Zürich um 1900. Zwischen 1893 und 1895 nach Vorbild des alten Palais du Trocadéro in Paris erbaut

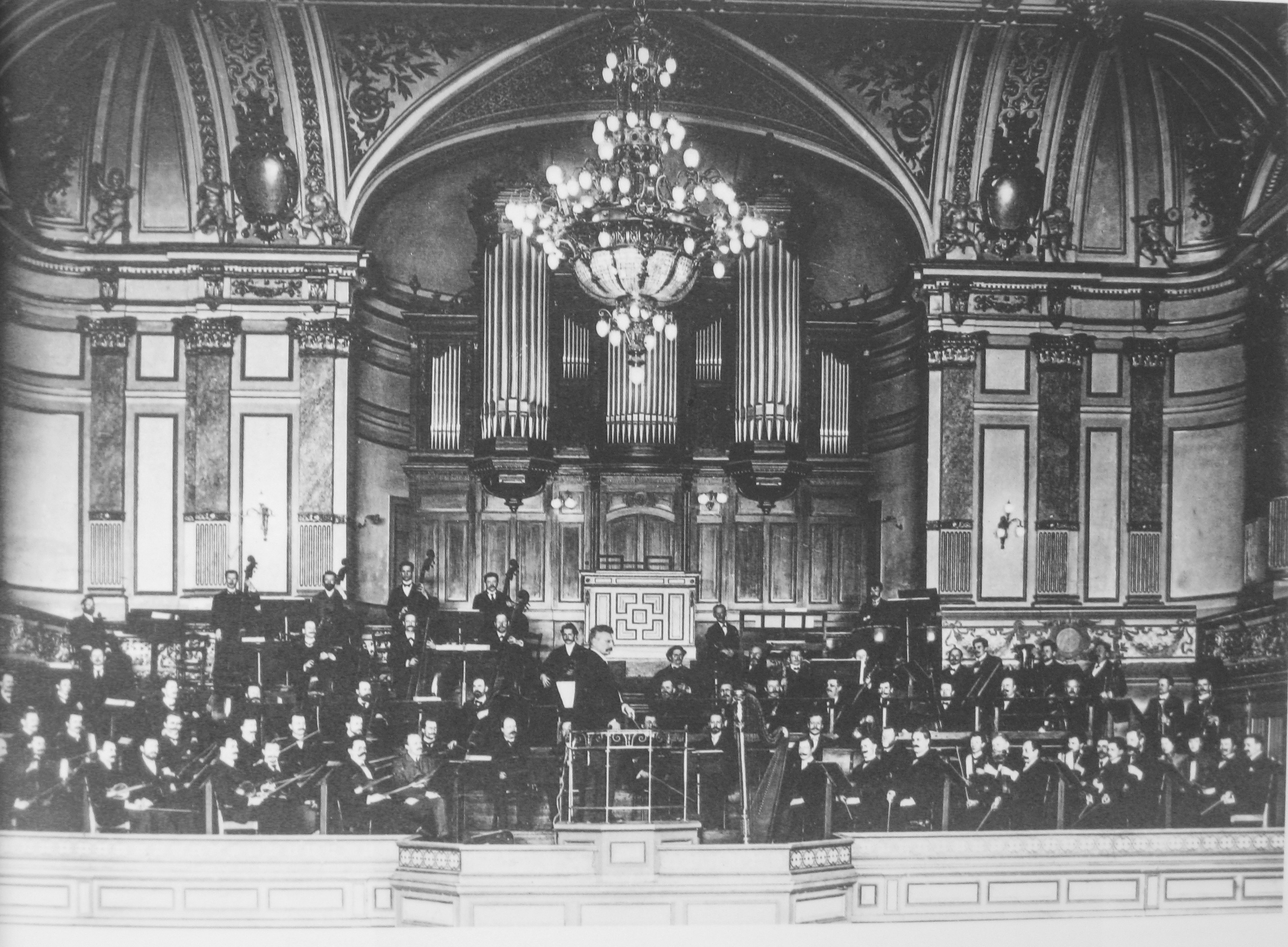
Das Tonhalle-Orchester etwa 1900

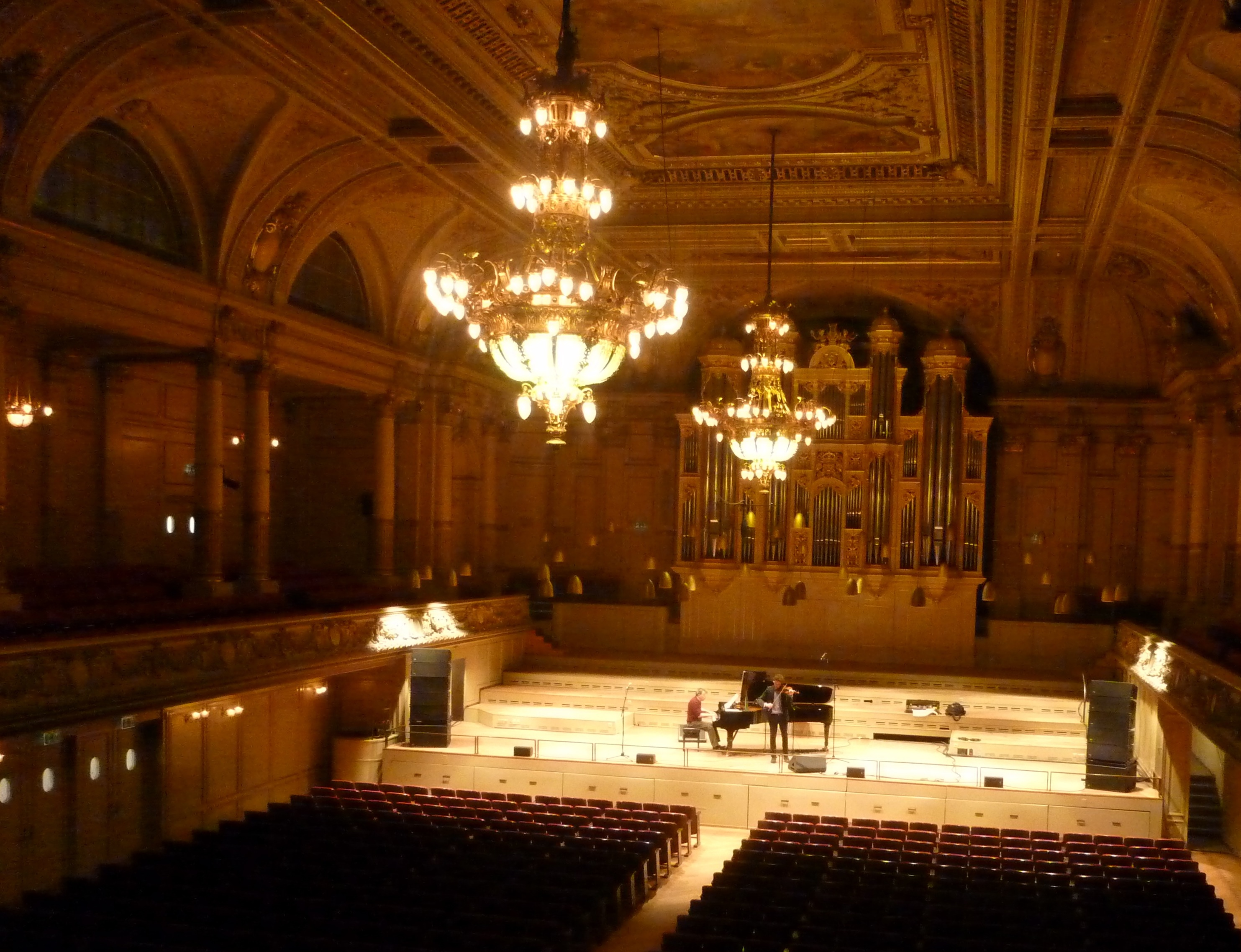
Grosser Saal der Tonhalle Zürich (2011)

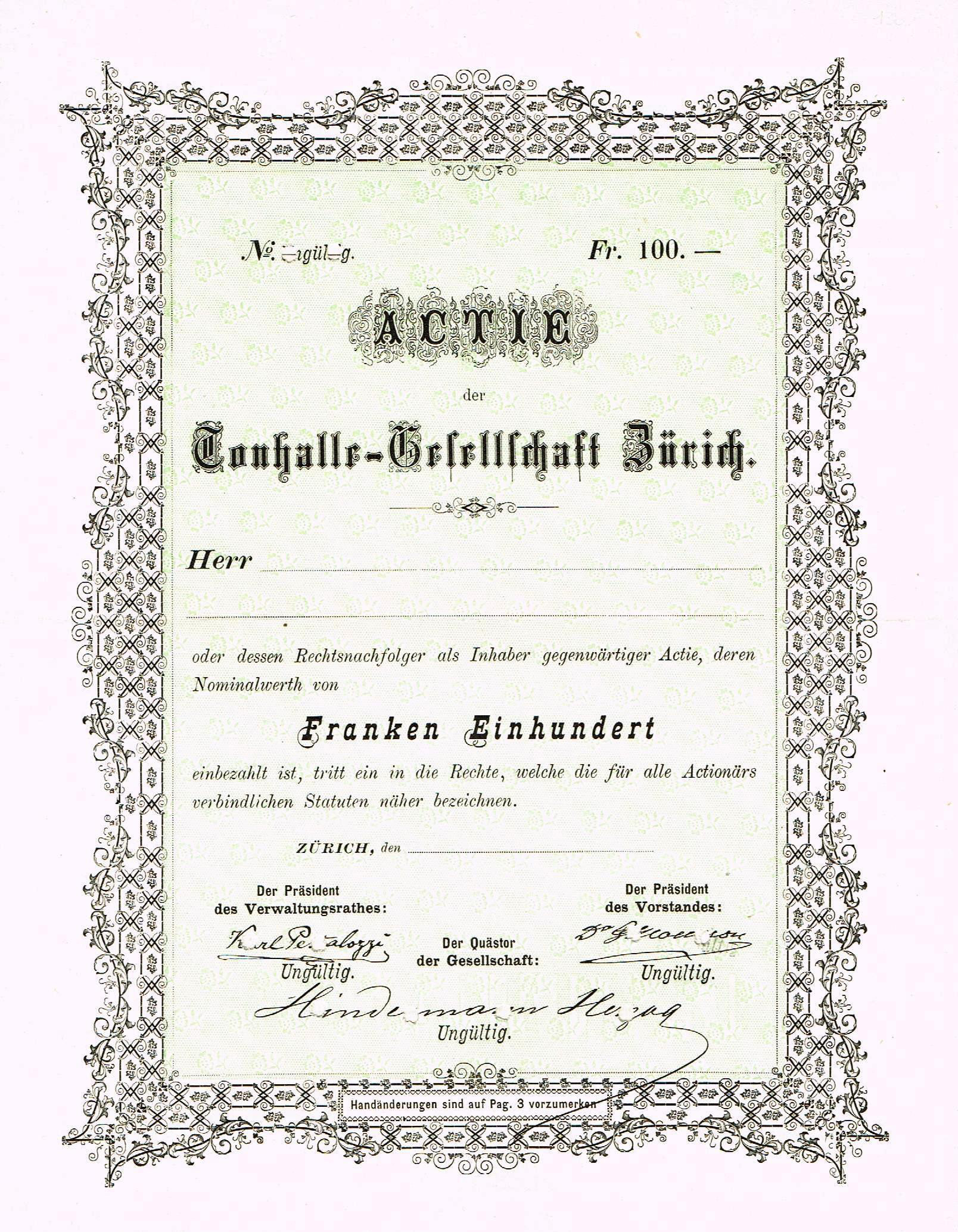
Blankette einer Namensaktie über 100 Franken der Tonhalle-Gesellschaft Zürich, Ausgabejahr ca. 1890

Das Tonhalle-Orchester Zürich wurde im Jahr 1868 gegründet. Im Jahr 1895 zog es in die neue Tonhalle Zürich.
Die «Neue Tonhalle», der Hauptspielort des Orchesters, wurde im Jahr 1895 nach Vorbild des Palais du Trocadéro in Paris errichtet und schliesslich im Jahr 1937 im sogenannten Landistil teilweise abgebrochen und erweitert.

## Orchester
Das Orchester besteht heute aus rund hundert Musikern. Unzählige Gastdirigenten und Solisten musizieren im Verlauf der Jahre mit dem Orchester, das seit einigen Jahren zur Weltklasse zählt; auch dank der Tätigkeit seines langjährigen Chef- und heutigen Ehrendirigenten David Zinman.
Intendantin ist seit 2014 Ilona Schmiel, seit 2019 Chefdirigent samt künstlerischer Leitung Paavo Järvi.
Das Orchester unterhält eine eigene Orchesterakademie: Studienplätze für Streicher stehen zur Verfügung.

## Chefdirigenten
- Friedrich Hegar (seit der Gründung, vorher beim Orchester der AMG)
- 1906–1949: Volkmar Andreae
- 1949–1957: Erich Schmid
- 1957–1962: Hans Rosbaud
- 1965–1972: Rudolf Kempe
- 1975–1980: Gerd Albrecht
- 1982–1986: Christoph Eschenbach
- 1987–1991: Hiroshi Wakasugi
- 1991–1995: vakant, ständiger Gastdirigent: Claus Peter Flor
- 1995–2014: David Zinman
- 2014–2018: Lionel Bringuier
- ab 2019: Paavo Järvi

## Creative chairs
- 2014–2015: Esa-Pekka Salonen
- 2015–2016: Jörg Widmann
- 2016–2017: Péter Eötvös
- 2017–2018: Brett Dean
- 2018–2019: Matthias Pintscher
- 2019–2020: Erkki-Sven Tüür[4]
- 2020–2021: Arvo Pärt[5]
- 2021–2022: John Adams
- 2022–2023: Toshio Hosokawa[6]
- 2023–2024: Bryce Dessner[7]
- 2024–2025: Anna Thorvaldsdottir[8]

## Vorgeschichte
Um 1600 wurde die Musikgesellschaft «zum Chorherresaal» gegründet, 1613 die Musikgesellschaft «ab dem Musiksaal beim Kornhaus» und 1679 diejenige «zum Fraumünster». 1812 schlossen sich diese alten Zürcher Musikgesellschaften in der «Allgemeinen Musikgesellschaft» (AMG) zusammen. Das Orchester der AMG, ein mit Amateuren und Berufsmusikern besetztes Orchester, prägte entscheidend das kulturelle Leben der Stadt.
Das Orchester der AMG wurde von folgenden Chefdirigenten geleitet:
- 1821–1846: Casimir von Blumenthal
- 1846–1852: Franz Abt
- ab 1850: Richard Wagner als ständiger Gastdirigent des Orchesters
- 1865–1906: Friedrich Hegar (seit der Gründung Dirigent des Tonhalle-Orchesters)

## Diskographie der neueren Zeit
- Antonín Dvořák: Violinkonzert / Julia Fischer, Tonhalle-Orchester Zürich, David Zinman, 2012 (Decca)[10]
- Arthur Honegger: Pacific 231 / Sinfonie Nr. 2 u. a. sinfonische Werke
- Wolfgang Amadeus Mozart: Violinkonzerte 1–5 / Haffner Serenade (Solistin: Pamela Frank)
- Joseph Haydn/Johann Nepomuk Hummel/Ferdinand David/Georg Christoph Wagenseil: Trompeten- und Posaunenkonzerte (Jeffrey Segal, Michael Bertoncello)
- Ibert/Khachaturian: Flötenkonzerte (Solist: Emmanuel Pahud)
- Diego Baldenweg mit Nora Baldenweg & Lionel Baldenweg: '180°' Original Motion Picture Soundtrack, Tonhalle-Orchester Zürich, David Zinman
- Diego Baldenweg mit Nora Baldenweg & Lionel Baldenweg: 'Eye to the World - Zurich Film Festival Suite', Tonhalle-Orchester Zürich, Paavo Järvi
- Ludwig van Beethoven: Sinfonien 1–9
- Ludwig van Beethoven: Ouvertüren
- Ludwig van Beethoven: Missa solemnis
- Ludwig van Beethoven: Klavierkonzerte 1–5 (Solist: Yefim Bronfman)
- Ludwig van Beethoven: Violinkonzert / Violinromanzen Nr. 1 und Nr. 2 (Solist: Christian Tetzlaff)
- Ludwig van Beethoven: Tripelkonzert / Septett (Solisten: Yefim Bronfman, Gil Shaham, Truls Mørk)
- Johannes Brahms: Sinfonien 1–4
- Richard Strauss: Don Juan; Till Eulenspiegels lustige Streiche; Also sprach Zarathustra (Primož Novšak)
- Richard Strauss: Sinfonia domestica; Parergon
- Richard Strauss: Don Quixote (Thomas Grossenbacher, Michel Rouilly); Celloromanze; Bläserserenade
- Richard Strauss: Metamorphosen; Vier letzte Lieder (Melanie Diener); Oboenkonzert (Simon Fuchs)
- Richard Strauss: Ein Heldenleben (Primož Novšak); Tod und Verklärung
- Richard Strauss: Alpensinfonie; Festliches Präludium
- Richard Strauss: Aus Italien; Macbeth
- Robert Schumann: Sinfonien 1–4
- Gustav Mahler: 1. Sinfonie; mit Blumine
- Gustav Mahler: 2. Sinfonie
- Gustav Mahler: 3. Sinfonie
- Gustav Mahler: 4. Sinfonie
- Gustav Mahler: 5. Sinfonie
- Gustav Mahler: 6. Sinfonie
- Gustav Mahler: 7. Sinfonie
- Gustav Mahler: 8. Sinfonie
- Gustav Mahler: 9. Sinfonie
- Gustav Mahler: 10. Sinfonie
- Gustav Mahler: Das Lied von der Erde; mit Busoni: Berceuse élégiaque
- Maurice Ravel: Klavierkonzert G-Dur und Klavierkonzert für die linke Hand (Ravel) (Solistin: Yuja Wang)
- Maurice Ravel: Sämtliche Orchesterwerke, Lionel Bringuier, 2015 (DGG)
- Piotr Ilych Tschaikowski: Sämtliche Sinfonien, 2021

## Auszeichnungen
- 1999: Preis der deutschen Schallplattenkritik für CDs mit Beethovens Sinfonien
- 2007: Midem Classical Award für CD mit Beethovens Violinkonzert (Christian Tetzlaff)
- 2022: Europäischer Kulturpreis
- 2024: ICMA-Award für Bruckners Sinfonie Nr. 8 als beste sinfonische Aufnahme des Jahres[11]

## Film
Das Tonhalle-Orchester, Forum Filmmusik und das Zurich Film Festival (ZFF) organisieren seit 2012 gemeinsam den Internationalen Filmmusikwettbewerb. Dieser richtet sich an noch unbekannte Komponierende weltweit. Die Aufgabe besteht darin, einen Kurzfilm zu vertonen. Die drei besten Einreichungen werden im Rahmen eines Filmmusikkonzertes am Zurich Film Festival und SoundTrack_Zurich unter der Leitung von Frank Strobel uraufgeführt. Eine internationale Fachjury vergibt das mit 10'000 CHF dotierte Goldene Auge für die beste internationale Filmmusik. Die Veranstaltung findet jährlich im Rahmen des ZFF statt. Zu der internationalen Jury zählten unter anderem Herbert Grönemeyer, Cliff Martinez, Don Davis, Mychael Danna, Rachel Portman, Volker Bertelmann und Howard Shore.
2021 spielte das Tonhalle-Orchester, noch vor der offiziellen Wiedereröffnung, in der renovierten Tonhalle die ZFF-Suite Eye to the World (komponiert von Diego Baldenweg mit Nora Baldenweg und Lionel Vincent Baldenweg) ein.
Erstmals in seiner Geschichte hat das Tonhalle-Orchester Zürich unter dem Chefdirigenten David Zinman, zusammen mit den Komponisten Diego Baldenweg mit Nora Baldenweg und Lionel Vincent Baldenweg, im Herbst 2009 einen aufwendigen Soundtrack für einen Kinofilm (180°-AMOK) aufgenommen.
Dieses Projekt wurde 2010 am Internationalen Filmfestival Locarno mit dem SUISA-Preis für die «beste Filmmusik» honoriert.